# Кейт Аткінсон
Кейт Аткінсон (англ. Kate Atkinson; нар. 29 грудня 1951, Йорк, Англія) — британська письменниця, драматургиня і авторка новел і романів, чиї твори відомі своїми складними сюжетами, експериментальною формою та нерідко ексцентричними персонажами. За досягнення у літературі, у 2011 році, на честь Дня Народження, Аткінсон була нагороджена Орденом Британської імперії.

## Життя
Кейт Аткінсон народилась у родині аптекаря. Сім'я мешкала у квартирі над крамницею батька Кейт. Вона отримала початкову освіту у приватній підготовчій школі, а пізніше — в школі-гімназії Королеви Анни для дівчат у Йорку (англ. Queen Anne Grammar School).
Із захопленням читаючи з дитинства, вона вивчала англійську літературу в Університеті Данді (Шотландія), де у 1974 році отримала ступінь магістра та залишилась щоб вивчати американську літературу для докторантури за темою дисертації «Постмодерністська американська розповідь в історичному контексті». Кейт часто публічно заявляла, що зазнала невдачі на усному іспиті перед Дисертаційним комітетом. Хоча Аткінсон й було відмовлено у ступені, вивчення постмодерністських стилістичних елементів американських письменників, таких як Курт Воннеґут і Дональд Бартелмі, вплинуло на її подальшу творчу роботу.
Впродовж періоду з кінця 1970-х років і протягом більшої частини 80-х років, після закінчення університету, Кейт Аткінсон працювала у різноманітних сферах — від помічниці по господарству і секретаря юриста до виховательки та викладача, деякі з яких дозволяли їй використовувати та розвивати свої літературні інтереси.

## Творча діяльність
У 1981—82 роках Кейт Аткінсон почала писати короткі розповіді, обравши таку форму застосування своєї творчої енергії. Незабаром її коротка історія «У Китаї» виграла конкурс, профінансований журналом Woman's Own. Нагорода надихнула її писати фантастику для інших видавництв, включаючи Good Housekeeping та Daily Mail. У 1993 році коротка історія «Кармічні матері — реальність чи міф?» (англ. Karmic Mothers – Fact or Fiction?), про двох жінок, госпіталізованих за їх спроби самогубства та відновлення поряд з пологовим відділенням, отримала премію Ian St. James Award, історія була екранізована в 1997 році.
Перший роман Аткінсон був трагікомедією «За лаштунками в музеї» (англ. Behind the Scenes at the Museum, 1995), який складався з серії раніше написаних коротких оповідань. Роман зосереджується на Рубі Леннокс, чия розповідь про самопізнання остаточно стає історією виживання її сім'ї через дві світові війни. Робота стала бестселером Sunday Times, отримала нагороду Книга року 1995. (англ. 1995 Book of the Year) та першу книжкову премію New Whitbread Book Awards (пізніше перейменована в нагороду Costa Book Awards).
У своєму другому романі «Людський крокет» (англ. Human Croquet, 1997) Аткінсон використовує нехронологічні спогади та магічний реалізм, щоб донести міфічну історію до головної героїні Ізабелли Фейрфакс з минулого її родини.
Схильність Аткінсон до експерименту з літературними прийомами виділяється в її наступному романі «Емоційно неймовірний» (англ. Emotionally Weird, 2000), в якому вона позначила різні шрифти певним символам та налаштуванням.
Згодом Аткінсон почала писати серію кримінальних трилерів, головним героєм яких є приватний слідчий Джексон Броуді (англ. Jackson Brodie) — детектив з Кембриджу. «Злочини минулого» (англ. Case Histories, 2004), перша книга в серії, увійшла у короткий список для премії Whitbread Book Award, а пізніше була екранізована, де роль Броуді зіграв британський актор Джейсон Айзекс. Палким шанувальником та пропагандистом перших детективних романів Аткінсон є Стівен Кінг.
У 2009 році вона пожертвувала оповідання «На щастя, ми живемо зараз» для проєкту Oxfam «Ox-Tales» — чотирьох збірок британських оповідань, написаних 38 авторами. Оповідання Аткінсон було опубліковане у збірці «Земля».

## Нагороди
- 1995 Whitbread Awards (Book of the Year), Behind the Scenes at the Museum
- 2009 Crime Thriller Award for The CWA Gold Dagger: When Will There Be Good News?[en] (nominated)[10]
- 2009 British Book Awards[en], Richard and Judy Bookclub Winner, When Will There Be Good News?
- 2013 Costa Book Awards (Novel category), Life After Life[11]
- 2014 Walter Scott Prize[en] shortlist for Life After Life[12]
- 2014 South Bank Sky Arts Award[en] for Life after Life[13]
- 2015 Costa Book Awards (Novel category), A God In Ruins[14]

## Українські видання
- Кейт Аткінсон. Руїни бога / пер. Ярослава Стріха. — К.: Наш Формат, 2017. — 416 с. — ISBN 978-617-7279-68-5.
- Кейт Аткінсон. Життя за життям / пер. Ярослава Стріха. — К.: Наш Формат, 2018. — 504 с. — ISBN 978-617-7279-69-2.
- Кейт Аткінсон. За лаштунками в музеї / пер. Ярослава Стріха — К.: Наш Формат, 2018. — 352 с. — ISBN 978-617-7279-67-8.
- Кейт Аткінсон. Розшифровка / пер. Ярослава Стріха. — К.: Наш Формат, 2020. — 344 с. — ISBN 978-617-7866-13-7.